# Aki (músico)
Aki (明希, estilizado como AKi) (Atsugi, 3 de fevereiro de 1981) é um músico e compositor japonês, conhecido por ser baixista da banda de rock visual kei SID desde 2003. Em 2014, iniciou uma carreira solo.
Em suas composições, é creditado como Mimegumi Aki (御恵明希). Após estrear como artista solo, começou a usar seu nome artístico em romaji, AKi. Apesar de ser baixista, Aki raramente compõe suas canções no baixo. Ele costuma compor a partir do teclado ou piano.

## Carreira
Em 2000 Aki entrou em sua primeira banda de visual kei, chamada RAM∞REM, que se separou em 2003. Neste ano, formou a banda SID ao lado do vocalista Mao, após os dois sentirem que suas bandas anteriores não estavam indo bem. No começo, a dupla costumava fazer covers da banda Kuroyume. Logo depois, o guitarrista Shinji e o baterista Yuuya se juntaram a banda.
Ele compôs a canção "Enamel", tema de abertura da animação Kuroshitsuji: Book of Circus. O single alcançou a sétima posição na Oricon Singles Chart.
Começou sua carreira solo em 2014 mudando seu nome de japonês Aki (明希) para a versão romanizada AKi. Lançou seu primeiro álbum Arise em 26 de janeiro de 2015, que contou com a presença de outros músicos como Miya do MUCC e Motokatsu Miyagami do The Mad Capsule Markets. Em 16 de dezembro, lançou o EP Ephemeral.
Em julho de 2020, formou um novo projeto: a banda Ugra, junto com o guitarrista Yousay da banda The Kiddie, Gen, um cantor e compositor chinês e Liam Takaishi, modelo. Em 2021, participou da produção do álbum Faith do cantor luz.
Em 2022 e mais uma vez em 2023, Aki realizou uma palestra e demonstração de baixo na Escola de Entretenimento da ESP de Tóquio. Em 15 de junho de 2022 Aki lançou "Overrun", o primeiro single solo em dois anos, acompanhado de uma turnê nacional com dez datas. O álbum Free to Fly, que inclui o single, foi anunciado no fim de abril para ser lançado em 5 de junho.

## Vida pessoal
Aki nasceu em Atsugi, na prefeitura de Kanagawa, em 3 de fevereiro de 1981 sendo filho único. Ele toca piano desde cedo e sonhava em se tornar pianista. Antes de iniciar carreira musical, ele trabalhava durante meio período em lojas de conveniência e supermercados.
O músico é fã de animes de mangás, e suas obras favoritas são as de Shonen Jump, como Dragon Ball. Em 2018, ele contou que começou a praticar kickboxing. Ele também é amigo próximo de Ryuichi Kawamura de Luna Sea, Eiki de Siam Shade e Teru de Glay.

## Equipamento
Aki usa principalmente os baixos que produz em parceria com a ESP.

## Discografia
Álbuns de estúdio
- Arise (2015)
- Ephemeral (2015)
- Free to Fly (2024)